# Georgette Galtier
Georgette Galtier née Cotte, née le 2 décembre 1907 à Grenoble et morte le 5 avril 2003 à Arcangues, est une skieuse alpine française.
Elle est une pionnière du ski alpin remportant notamment la Coupe Femina (équivalent du Championnat de France féminin dans les années 1930) en 1934 et 1935. Elle est avec Zizi du Manoir l'une des deux premières femmes françaises à avoir pris part à des Championnats du monde de ski alpin lors de l'édition de 1936 à Innsbruck. Elle n'est pas classée lors de la descente en raison d'une lourde chute avant l’arrivée.

## Biographie

### Jeunesse et mariage
Georgette Cotte est née le 2 décembre 1907 à Grenoble et y grandit. Elle se marie, âgée de 19 ans, le 19 avril 1927 à Grenoble avec Gilbert Galtier, Président de Galtier SA, concessionnaire automobile sur Grenoble, et devient Georgette Galtier.

### Pionnière française en ski alpin
Elle remporte en 1934 la coupe Femina, créé par Robert Ochs (directeur de la rédaction de Femina). Cette compétition constitue alors une sorte de Championnat de France féminin de ski alpin.
En avril 1934, elle prend part à un film sur le ski en haute-montagne sur la massif de la Meije accompagné d'une dizaine de guides de haute-montagne pour escalader la Grande Ruine. Ce film nommé « 4.100 ascension à ski de la barre des Écrins » est réalisé par Marcel Ichac où elle retrouve René Beckert, Jacques Charmoz, André Jamet, Georges Ressner et le Docteur J.-L. Deschamps (président de la fédération dauphinoise de ski). Celui-ci retrace la périlleuse aventure de skieurs partis de Grenoble vivant les péripéties d'une ascension à ski de la face nord de la barre des Écrins.
Début février 1935, elle participe au Championnat du Dauphiné en étant hors concours, devançant Christiane de la Fressange en descente à Villard-de-Lans, et aurait été classé quatrième du combiné remporté par Jamet si le concours était mixte, soulignant ses grandes performances. Fin février, elle retrouve en tant que tenante du titre la Coupe « Femina » disputée à Villard-de-Lans et s'adjuge son deuxième titre de cette compétition, la plus prestigieuse compétition féminine en France. Elle devance Jacqueline Brisson (Paris), Zizi du Manoir (Paris) et Yvonne Lafforgue (Luchon). Les Championnats du monde de ski alpin 1935 qui suivent au calendrier ne sont disputés par aucune Française, seuls les hommes de la délégation française y prennent part. Son club, le Ski Club de Paris, décide pour clore cette saison hivernale de l'inscrire à l'Arlberg-Kandahar de Mürren où Galtier prend la 7e place de la descente et abandonne en slalom.
En préparation de la saison 1935-1936, elle souligne en novembre 1935 les progrès du ski alpin et les constructions de téléphériques qui offre d'excellentes conditions d'entraînement à l'image de Megève en France et aspire à ce que Chamrousse puisse un jour bénéficier d'un téléphérique et d'une route plus moderne. En décembre 1935, elle intègre la première équipe entièrement féminine du Ski Club de Paris (club présidé par M. Mussat) dont elle est désignée capitaine et y côtoie la joueuse de hockey sur glace Zizi du Manoir et Denise Martineau. Elle se blesse gravement au genou (déboîtement) fin décembre en entraînement sur la piste de Davos l'éloignant des pistes. Les 21 et 22 février, elle est comprise dans la première délégation féminine de l'histoire du ski alpin français en prenant part aux Championnats du monde de ski alpin 1936 aux côtés de Zizi du Manoir. Malheureusement, tout comme Zizi du Manoir, elle est contrainte à l'abandon lors de l'epreuve de la descente en raison d'une chute brutale dans l'épreuve l'empêchant de poursuivre. Après les Mondiaux, elle prend la médaille de bronze de la descente aux Championnats de France à Chamonix derrière Zizi du Manoir et la Suissesse Loulou Boulaz puis du slalom, pour terminer à la seconde place du combiné remporté par Boulaz et donc championne de France. Elle finit sa saison sur les pistes près d'Oslo lors de l'évènement sur Galdhopigen dont la descente est remporté par du Manoir.
Le ski alpin versant féminine se développe et se renforce pour la saison 1936-1937 puisque Galtier, Martineau et du Manoir sont rejointes par Lucienne Roch et Brandicourt. Fortes de leurs résultats de la saison précédentes, le ski féminin prend son essor en France.

### Mort
Elle décède le 5 avril 2003 à Arcangues à 95 ans.

## Palmarès

### Championnats du monde
| Épreuve / Édition       | Descente | Slalom | Combiné |
| ----------------------- | -------- | ------ | ------- |
| Mondiaux 1936 Innsbruck | Abandon  | —      | —       |

### Arlberg-Kandahar
| Épreuve / Édition | Descente | Slalom  | Combiné |
| ----------------- | -------- | ------- | ------- |
| 1935 Mürren       | 7e       | Abandon | —       |

### Autres
- Vainqueur de la Coupe Femina : 1934 et 1935.